# Cyclometra multicirra
Cyclometra multicirra is een haarster uit de familie Antedonidae.
De wetenschappelijke naam van de soort werd in 1952 gepubliceerd door Austin Hobart Clark.